# آماندا لیپوره

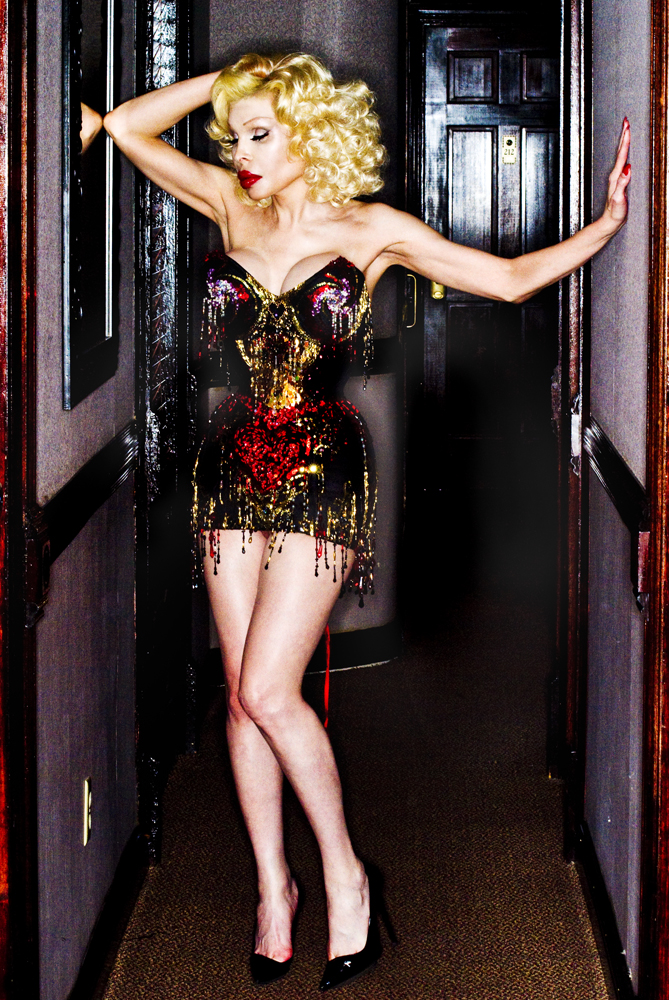

آماندا لیپوره (به انگلیسی: Amanda Lepore) او مدل آمریکایی است زن ترنس است و عمل تطبیق و بازتایید جنسیت زنان ترنس را انجام داده است.